# 6th Otakebi Album
6th Otakebi Album (jap. 6th 雄叫びアルバム 6th Otakebi Arubamu) – piąty album studyjny japońskiego zespołu Berryz Kōbō, wydany 31 marca 2010 roku. Osiągnął 12 pozycję w rankingu Oricon i pozostał na liście przez 3 tygodnie, sprzedał się w nakładzie 10 795 egzemplarzy.

## Lista utworów
Utwory zostały napisane i skomponowane przez Tsunku.
| Nr  | Tytuł | Aranżacja          | Wykonanie                                     | Czas |
| --- | --- | ------------------ | --------------------------------------------- | ---- |
| 1.  | "Otakebi Boy WAO!" (jap. 雄叫びボーイ WAO! Otakebi Bōi WAO!)                                                | Yū Odakura         |                                               | 3:33 |
| 2.  | "Rival" (jap. ライバル Raibaru)                                                                             | Shōichirō Hirata   |                                               | 4:19 |
| 3.  | "Ryūsei Boy" (jap. 流星ボーイ Ryūsei Bōi)                                                                   | Dance Man          |                                               | 3:25 |
| 4.  | "Ai ni wa ai desho" (jap. 愛には 愛でしょ)                                                                  | Shōichirō Hirata   | Momoko Tsugunaga, Miyabi Natsuyaki            | 4:32 |
| 5.  | "Seishun Bus Guide" (jap. 青春バスガイド Seishun Basu Gaido)                                                | Kaoru Ōkubo        |                                               | 3:27 |
| 6.  | "Kimi no tomodachi" (jap. 君の友達)                                                                         | Nao Tanaka         |                                               | 3:42 |
| 7.  | "Grand demo rōka demo medatsu kimi" (jap. グランドでも廊下でも目立つ君 Gurando demo rōka demo medatsu kimi) | Shōichirō Hirata   | Maasa Sudo, Yurina Kumai                      | 3:41 |
| 8.  | "Tomodachi wa tomodachi nanda!" (jap. 友達は友達なんだ!)                                                    | Yūsuke Ōba         |                                               | 3:52 |
| 9.  | "Kibō no yoru" (jap. 希望の夜)                                                                              | Kōichi Yuasa       |                                               | 5:21 |
| 10. | "Dakishimete Dakishimete" (jap. 抱きしめて 抱きしめて)                                                      | Kōtarō Egami       |                                               | 3:52 |
| 11. | "Yakimochi wo kudasai!" (jap. ヤキモチをください!)                                                          | Yoshimasa Fujisawa | Saki Shimizu, Chinami Tokunaga, Risako Sugaya | 4:52 |
| 12. | "Watashi no mirai no danna-sama" (jap. 私の未来のだんな様)                                                  | Shōichirō Hirata   |                                               | 3:39 |

## Notowania
| Lista                      | Pozycja |
| -------------------------- | ------- |
| Oricon Daily Albums Chart  | 6       |
| Oricon Weekly Albums Chart | 12      |